# Liste des évêques de Ziguinchor
La liste des évêques de Ziguinchor établit dans l'ordre chronologique la liste des titulaires du siège épiscopal du diocèse de Ziguinchor (Dioecesis Ziguinchorensis), au Sénégal.
La préfecture apostolique de Ziguinchor est créée le 25 avril 1939, par détachement du vicariat apostolique de Dakar.
Elle est elle-même érigée en vicariat apostolique le 10 juillet 1952, puis en diocèse le 14 septembre 1955. 

## Évêques
- 14 septembre 1955-15 février 1966 : Prosper Dodds (17 février 1915- †12 janvier 1973)
- 29 septembre 1966-23 octobre 1995 : Augustin Sagna (10 juin 1920-†12 décembre 2012 )
- 3 avril 1993-24 août 2010 : Maixent Coly (10 septembre 1949-† 24 août 2010)
- 24 août 2010-25 janvier 2012 : siège vacant
- 25 janvier 2012-4 novembre 2021 : Paul Mamba Diatta
- 20 juin 2024 - en cours : Jean-Baptiste Valter Manga

## Sources
- L'Annuaire pontifical, sur le site http://www.catholic-hierarchy.org, à la page